# Curetis angulata
Curetis angulata är en fjärilsart som beskrevs av Moore 1883. Curetis angulata ingår i släktet Curetis och familjen juvelvingar. Inga underarter finns listade i Catalogue of Life.